# Adam Konarzewski
Adam Florian Konarzewski herbu Tumigrała (Wręby) (ur. 1640 lub 1639, zm. 12 kwietnia 1676) – tłumacz, główny fundator sanktuarium na Świętej Górze koło Gostynia.

## Życiorys
Jego rodzicami byli Melchior Konarzewski z Konarzewa (właściciel Pępowa) i Urszula Pogorzelska, która nie mogąc doczekać się potomka wielokrotnie odbywała pielgrzymki na Świętą Górę. Z uwagi na słabe zdrowie kształcił się początkowo wyłącznie w domu, a potem udał się do Pragi, by kontynuować kształcenie na Uniwersytecie Karola. Studia ukończył 10 kwietnia 1657. Zajmował się tłumaczeniem dzieł religijnych (około 20 tłumaczeń), m.in. przetłumaczył żywot św. Filipa Neri, który wydano w 1668, jako upamiętnienie założenia klasztoru na Świętej Górze. W 1667 nastąpiło pierwsze spotkanie Konarzewskiego z księdzem Stanisławem Grudowiczem (profesorem Akademii Lubrańskiego w Poznaniu) i proboszczem śródeckiej parafii św. Małgorzaty. Zaowocowało to wieloma dalszymi wspólnymi działaniami. Przyczynił się jako główny sprawca (z pomocą Grudowicza) do osadzenia filipinów pod Gostyniem, wykupując od gostyńskiego dziedzica Andrzeja Gostyńskiego stary kościół na górze wraz z otaczającym go terenem i przekazując go wspólnocie filipińskiej. Podjął się także realizacji nowej świątyni świętogórskiej, wzorowanej na kościele św. Apostołów Piotra i Pawła w Krakowie. Plany obiektu nakreślił własnoręcznie. 8 września 1675 wziął udział we wmurowaniu kamienia węgielnego pod kościół. Zmarł w rok po tej uroczystości. Był żonaty z Zofią Krystyną Opalińską z Bnina (1643–1699) - wojewodziną poznańską, która kontynuowała budowę świątyni i z którą miał pięcioro dzieci.